# Pestalozzi-Gymnasium Heidenau
Das Pestalozzi-Gymnasium Heidenau ist eine Schule in der sächsischen Stadt Heidenau, die ihren Namen nach dem Pädagogen Johann Heinrich Pestalozzi erhielt. Im Jahr 1902 wurde das Schulgebäude eingeweiht, 1920 erhielt es den Namen Pestalozzischule. Nach der Wende, 1992 avancierte die Lehreinrichtung zum Gymnasium. Sie bietet neben dem mathematisch-naturwissenschaftlichen auch das sportliche Profil für Schüler aus Heidenau, Dohna, dem Müglitztal, Teilen von Dresden, Pirna und anderen Orten um Heidenau an. Im Jahr 2014 besuchten über 550 Schüler das Gymnasium und rund 50 Lehrkräfte sind hier tätig. Zwei Gebäude werden betrieben, einmal das Hauptgebäude an der Hauptstraße und zum anderen die Außenstelle an der Bruno-Gleißberg-Grundschule.

## Geschichte
Am 23. April 1901 erfolgte anlässlich des Geburtstags von König Albert von Sachsen die Grundsteinlegung der Schule. Der damalige Schulleiter Otto Weberie weihte die Schule am 19. August 1902 ein. Anschließend war sie eine Volksschule mit 691 Schülern und 11 Lehrkräften.
Im Ersten Weltkrieg diente die zur Schule gehörige Sporthalle als kleines Lazarett für das örtliche Johanniter-Krankenhaus zur Unterbringung der Kriegsverletzten.
Am 1. April 1920 bildeten die Orte Heidenau, Mügeln und Gommern die Ortschaft Heidenau und zur selben Zeit gab die Verwaltung der neuen Ortschaft der Einrichtung den Namen Pestalozzischule. Im Zweiten Weltkrieg kam es zu sehr unregelmäßigen Unterrichtszeiten. Unter anderem fanden Schüler der Schule Großsedlitz Aufnahme in der Pestalozzischule, da ihre Schule als Lazarett verwendet wurde. 1945 diente die Schule als Notunterkunft für über 1000 Menschen, die vor der Roten Armee geflüchtet waren. Der Unterricht fand in Ausweichstandorten statt oder entfiel gänzlich. Am 8. Mai 1945 marschierte die Rote Armee in die Stadt ein, Soldaten der Wehrmacht verschanzten sich im Glockenturm der Schule mit einer Panzerfaust. Aus Enttäuschung über den verlorenen Krieg zerstörten sie mit dieser die Schuluhr.
1946 trat ein neuer Volksschullehrplan an der Schule in Kraft, im selben Jahr wurde die Schule in Pestalozzi-Oberschule Heidenau umbenannt. Aufgrund vermehrter Nutzung der Schulturnhalle erhielt diese einen Anbau mit Umkleide- und Waschräumen. Die Übergabe fand am 16. Juni 1959 statt.
Mit der politischen Wende und der Neugründung des Freistaats Sachsen wurden in der ehemaligen DDR die Schulstrukturen der alten Bundesrepublik eingeführt. So kam es 1991 zur Bildung von Leistungsklassen.
Am 4. Februar beantragte die Stadt Heidenau beim Kultusministerium die Erhebung zum Gymnasium. Die Klassenstufen 1 bis 4 zogen in eine separate Grundschule um, so dass die Lehranstalt zum 90-jährigen Bestehen am 10. September 1992 zum Gymnasium ernannt wurde. Seit 1992 gibt es an der Schule das Kurssystem mit der Folge, dass 1993 die ersten Schüler ihr Abitur ablegen konnten. Im Hochwasserjahr 2002 diente die Schule zur Unterbringung von elbnah wohnenden Evakuierten und als Kommandozentrale für einige Rettungskräfte.
Im Jahr 2002 wurde eine Zweifeld-Sporthalle am Gymnasium fertiggestellt. Im Jahr 2005 zogen die 7. Klassen ins Hauptgebäude um, die 5. und 6. Klassen sollten nach Fertigstellung eines Anbaus folgen. Die Außenstelle wäre dann der Bruno-Gleißberg-Grundschule zugutegekommen. Ohne den Anbau gibt es im Hauptgebäude nicht für alle Klassenstufen entsprechende Unterrichtsräume (insgesamt 24, davon mehrere Fachräume (2× Chemie, 2× Physik, 1× Biologie, 1 multimedialer Universalraum, 2× Informatik)). Der Bau des Anbaus sollte Mitte/Ende 2010 beginnen. Grund für die ungenaue Terminangabe war die unsichere Lage im Stadthaushalt. Am 22. Januar 2010 wurde jedoch bekannt, dass der Plan bis auf weiteres auf Eis gelegt wird, da die Sächsische Aufbaubank (SAB) die Fördermittel nicht genehmigt hat. 2017 wurden die Mittel jedoch bewilligt. Die Baumaßnahmen begannen am 21. Juni 2017 und wurden knapp ein Jahr später erfolgreich beendet. In dem Anbau befinden sich zwei neue Unterrichtsräume (einer davon für Musik), sowie zwei Vorbereitungszimmer, ein Fahrstuhl und ein Mehrzweckraum. Dieser steht neben Konferenzsitzungen auch den Schülern der Sekundarstufe 2 zum eigenverantwortlichen Lernen zur Verfügung. Im Sommer 2019 begann  der Umbau des Schulhofes, der 2020 fertiggestellt wurde. So verfügt die Schule nun auch über ein Freiluft-Klassenzimmer.

## Unterricht

### Naturwissenschaften
Das Gymnasium unterrichtet die Schüler in den Fächern Biologie, Chemie, Mathematik, Geographie und Physik, vor der Eingliederung in die Physik auch Astronomie. Außerdem wird in den Klassenstufen 8–10 der naturwissenschaftliche Profilunterricht angeboten. Hier werden die Thematiken aus den naturwissenschaftlichen Fächern vertieft.
Aufgrund der guten Förderung im Bereich der Naturwissenschaften trägt die Schule seit 2014 die Auszeichnung „MINT-freundliche Schule“.

### Sprachen
Während Deutsch und Englisch zu Pflichtfächern an der Schule zählen, kann man zwischen Französisch- und Russischunterricht wählen. Die schulische Spracherziehung wird durch Studienfahrten nach Frankreich und Belarus ergänzt (siehe Partnerschaften).
Die Schüler haben die Möglichkeit ihre Sprachkenntnisse durch den Erwerb des Cambridge Certificate und des DELF zertifizieren zu lassen.

### Gesellschaftswissenschaften
Die Schüler werden in Geschichte und dem Fach Gemeinschaftskunde/Rechtserziehung/Wirtschaft unterrichtet. Die Schule bietet außerdem die Wahlmöglichkeiten zwischen Ethik und evangelischer bzw. katholischer Religion an.

### Künstlerische Fächer
Neben den Fächern Musik und Kunst wird ab der Klassenstufe 11 auch das Fach „Darstellendes Spiel“ angeboten. Neben den theoretischen Grundlagen des europäischen Theaters wird auch praktischer Schauspielunterricht gegeben. Höhepunkt ist die Präsentation mehrerer, durch die Schüler selbst geschriebenen Theaterstücke.
Seit dem Schuljahr 2019/20 wird auch das musikalisch-gesellschaftswissenschaftliche Profil angeboten.

### Sonstige Fächer
In Informatik erlernen die Schüler erste Kenntnisse im Umgang mit dem PC, dies beginnt schon in der 5./6. Klasse mit Technik und Computer (TC), vormals Werkunterricht. Der Sportunterricht findet für die 7. bis 12. Klassenstufe in der neuen Sporthalle an der Hauptstraße, für die 5. bis 6. in der älteren Wilhelm-Pieck-Sporthalle an der Außenstelle statt.
Die Schüler können aber der Klassenstufe 8 das sportliche Profil wählen.

## Außerschulisches Angebot

### Schulfest
Seit 2007 findet alljährlich das Schulfest statt, 2009 entschied man sich im Schulförderverein nach einer Umfrage, das Schulfest nur noch alle 2 Jahre zu veranstalten.

### Tag der offenen Tür
Immer an einem Samstag im Januar findet der Tag der offenen Tür statt. Dabei präsentieren die Schüler und Lehrer des Gymnasiums die Schule vor allem den Schülern der 4. Klassen, die sich in den folgenden Monaten für die weitere Schullaufbahn an einer weiterbildende Schule anmelden müssen (siehe Bildungsempfehlung).

### TheatergruppeExpresso
Seit 1992 gibt es die Theatergruppe des Pestalozzi-Gymnasiums, die ursprünglich aus dem Unterrichtsfach Darstellendes Spiel hervorgegangen ist.
Die Theatergruppen-Generationen konnten schon sehr viele Aufführungen absolvieren. Besonderen Erfolg erlebte das Stück Spurensuche, welches eine traurige Erinnerung an die Deportationen im Dritten Reich erinnern soll. Zur Recherche reiste die Theatergruppe nach Israel und holte Informationen der jüdischen Bevölkerung über das Thema ein. Für das Engagement im deutsch-israelischen Austausch kam es zur Auszeichnung durch den Bundespräsidenten. Mit dem Stück trat die Gruppe im Jugendtheaterwettbewerb der Länder für den Freistaat Sachsen an.

### Heidenauer Weihnachtssingen
1907 gab es erste öffentliche Weihnachtsfeiern, welche in den folgenden Jahren unregelmäßig wiederholt wurden. Seit 1922 gibt es dann thematische Aufführungen zu Weihnachten. Seit 1994 gibt es das alljährliche Weihnachtssingen, welches mit dem gegenwärtigen vergleichbar ist.
Gestaltet von Schülern und Lehrern des Gymnasiums findet eine Aufführung (seit 2008 zwei Aufführungen, da durch Brandschutzbedingungen die Platzanzahl der Aula verringert wurde) immer am Freitag vor dem zweiten oder dritten Advent im Dezember statt, zwei weitere am darauffolgenden Samstag (alle Aufführungen nachmittags / abends). Die Aula ist an den vier Terminen gut besucht, die Tickets sind fast nur im Vorverkauf erhältlich, der am Samstag vor dem ersten Advent vormittags im Foyer der neuen Sporthalle stattfindet, da die Veranstaltungen in den meisten Fällen an diesem Tag bereits ausverkauft sind. An den Veranstaltungstagen sind gegebenenfalls Restkarten an der Garderobe im Foyer erhältlich. Die Schule wird für das Weihnachtssingen ausgeschmückt, im Foyer steht seit mehreren Jahren eine große Weihnachtspyramide. Es gibt immer ein Café und mehrere Verkaufsstände, dort werden unter anderem Speisen und Getränke verkauft. Ein Stand spendet das aus dem Glühweinverkauf gesammelte Geld an die Partnerschule nach Belarus (Aktion Trinken für Weißrussland). Auch gibt es Bastelangebote.

### Sport
Einmal im Jahr (früher zweimal jährlich) lockt die Heidenauer Radtourenfahrt. Wählbar sind dabei die unterschiedlichsten Strecken zwischen 25 und 160 km. Seit einigen Jahren gewinnt das Pestalozzi-Gymnasium bereits den Pokal für die Schule mit den meisten teilnehmenden Schülern. 2015 wurde die Radtourenfahrt aufgrund einer im Jahr 2014 gestellten Strafanzeige des Landkreises gegen den Veranstalter und privater Gründe des Organisators abgesagt, seitdem findet die Veranstaltung vorerst nicht mehr statt.
Zudem nimmt die Schule an Wettbewerben, wie Jugend trainiert für Olympia teil. Seit einigen Jahren ist außerdem das 1-Euro-Volleyball-Turnier am letzten Schultag des Jahres vor den Weihnachtsferien Tradition.
An der Schule wird das Ganztagsangebot Floorball angeboten. 2019 gewann die Auswahl des Gymnasiums die Bundesmeisterschaft der Schulen.

### Schulchöre
Das Gymnasium unterhält drei Chöre. Schüler der Klassenstufen 5–7 besuchen den „kleinen Chor“. Schüler ab der Klassenstufe 8 singen im Jugendchor. Für besonders musikbegeisterte Schüler gibt es außerdem die Möglichkeit in einem Kammerchor klassische Werke zu singen.

#### Jugendchor
Das Repertoire des Jugendchores besteht aus geistlichen und weltlichen Werken aus fast allen Epochen. Jedes Jahr veranstaltet der Jugendchor ein Weihnachtskonzert in der Marienkirche zu Dohna und ein Sommerkonzert in der Annenkirche in Dresden, sowie jeweils einen Flashmob im Dresdner Hauptbahnhof. Darüber hinaus nimmt der Jugendchor an den kulturellen Veranstaltungen des Gymnasiums (Benefizkonzert, Weihnachtssingen etc.) teil. Auch bei besonderen Anlässen in der Umgebung tritt der Jugendchor auf. So sang er bereits im Sächsischen Landtag und auf der 250-Jahr-Feier des Dresdner Hauptbahnhofes.

#### Kammerchor
Die Arbeit des Kammerchores fokussiert sich auf die Einstudierung anspruchsvoller klassischer Werke. Dies geschieht zumeist in Kooperation mit der Singakademie Dresden. Zu den bereits aufgeführten Werken zählen unter anderem Carmina Burana und die Johannespassion. Die Aufführung des Weihnachtsoratoriums im Dezember 2020 musste aufgrund der COVID-19-Pandemie abgesagt werden.

## Aktivitäten und Partnerschaften
Einmal im Jahr fahren Schüler des Russischunterrichts nach Belarus und bieten im Gegenzug auch in Heidenau eine Unterbringung für Schüler aus Orscha. Der Austausch dauert jeweils eine Woche an.
Seit 1998 besteht ein Partnerschaftsvertrag mit der Technischen Universität Dresden.
Zudem nehmen die Schüler jährlich an verschiedenen Wettbewerben, wie der Mathe-, Physik- und Chemieolympiade und dem Känguru-Wettbewerb, teil.
Im Rahmen des Unterrichts finden einmal jährlich die Woche des fächerverbindenden Unterrichts (verschiedene Themen in den einzelnen Klassenstufen, die in verschiedenen Fächern bearbeitet werden) und der Tag der Naturwissenschaften (die Schüler der 11. Klassen müssen Vorträge, die bewertet werden, über naturwissenschaftliche Dinge halten, die restlichen Schüler müssen eine bestimmte Anzahl von Vorträgen besuchen. Dazu wurde ein Einschreibeverfahren entwickelt, welches bereits mehrfach verändert wurde, da besonders morgens die Vorträge überfüllt waren, wogegen mittags nur noch wenige Schüler die Vorträge besuchten) statt.
Seit 2002 gibt es Partnerschaften mit Schweizer Schulen (Kantonsschule Wettingen) und auch dabei kommt es zum kurzen Schüleraustausch.
Tradition sind außerdem außerschulische Fortbildungen der Schüler, wie z. B. Besuch des sächsischen Landtags, Besuch von Gerichtsverhandlungen, verschiedene Kunst- und Musikexkursionen und Kennenlernen des botanischen Gartens Dresden. Hervorhebenswert sind zudem die jährlichen Gesprächsrunden mit dem Heidenauer Bürgermeister Jürgen Opitz (CDU).
Die Kurse der Jahrgangsstufe 11 nehmen zudem an verschiedenen Studienfahrten teil. Je nach Angebot können die Schüler wählen, ob sie nach Weimar, München, Frankreich oder ins Touristiklager möchten.

## Schülerfirma „Heinrichs“
Im Mai 2021 wurde die Gründung einer Schülerfirma mit dem Namen „Heinrichs“ bekannt gegeben. Dieses durch Schüler geführte Unternehmen soll bald die Pausenversorgung der Sekundarstufe I mit Getränken und Speisen gewährleisten.